# QTSP em Portugal
A Lista de QTSP em Portugal apresenta os provedores de serviços de confiança qualificados reconhecidos oficialmente pelas autoridades nacionais e registados na Lista de Confiança da União Europeia (EU Trusted List).

## Contexto
Os QTSP são entidades que prestam serviços de confiança digital, incluindo a emissão de assinaturas eletrónicas qualificadas, certificados digitais, selos eletrónicos, carimbos temporais e serviços de preservação documental.  
Em Portugal, a supervisão destes provedores é feita pelo Gabinete Nacional de Segurança (GNS) e pela Agência para a Modernização Administrativa (AMA).

## Lista de QTSP reconhecidos em Portugal
A tabela abaixo apresenta exemplos de QTSP atualmente reconhecidos, com data de entrada na EU Trusted List e serviços principais prestados:  
| Nome do QTSP | Data de Reconhecimento na EU Trusted List | Serviços Principais                                                                                |
| ------------ | ----------------------------------------- | -------------------------------------------------------------------------------------------------- |
| DigitalSign  | 2016                                      | Assinaturas eletrónicas qualificadas, certificados digitais, selos eletrónicos, carimbos temporais |
| Multicert    | 2017                                      | Certificados digitais qualificados, selos eletrónicos                                              |
| [Outro QTSP] | [Ano]                                     | [Serviços principais]                                                                              |